# Halurgie
Halurgie (griech.; auch Halotechnik, Salzwerkskunde) ist die historische Bezeichnung für die Lehre von der Gewinnung und Herstellung des Kochsalzes. Sie wurde im 18. und bis Mitte des 19. Jahrhunderts verwendet.
Die Halurgie umfasst dabei Themen des Steinsalz-, Kalisalz- bzw. Salzbergwerkbaus, der Aussolung, Salinen, Gradierwerke und der Meersalzgewinnung.

## Siehe Weiteres
- Alte Salzstraße
- Saline
- Bergbau im Kreis Borken
- Werra-Fulda-Kalirevier

## Historische Bibliographie
- Carl Theodor von Kleinschrod: Skizze der deutschen Literatur über die Halurgie. Lindauer Verlag, München 1816.